# Stazione di Karl-Bonhoeffer-Nervenklinik
La stazione di Karl-Bonhoeffer-Nervenklinik è una stazione ferroviaria di Berlino, sita nel quartiere di Reinickendorf. È posta sotto tutela monumentale (Denkmalschutz).

## Movimento
La stazione è servita dalla linea S 25 della S-Bahn.

## Interscambi
- Fermata metropolitana (Karl-Bonhoeffer-Nervenklinik, linea U 8)
- Fermata autobus